# HMS Mohawk (F31)
La HMS Mohawk (Pennant number F31, cambiato in G31 sul finire del maggio 1940) fu un cacciatorpediniere della Royal Navy britannica, appartenente alla classe Tribal; entrata in servizio il 7 settembre 1938, partecipò alla seconda guerra mondiale operando soprattutto nel teatro del Mediterraneo, finendo affondata dal cacciatorpediniere italiano Tarigo nella notte del 16 aprile 1941, durante la battaglia del convoglio Tarigo.

## Storia
Impostata nei cantieri John I. Thornycroft & Company di Southampton il 16 luglio 1936, venne varata il 5 ottobre 1937 con il nome di Mohawk, in onore dell'omonimo popolo di nativi americani; fu l'undicesima unità navale britannica a portare questo nome. La nave entrò in servizio il 7 settembre 1938, venendo quasi subito inviata nel Mediterraneo per unirsi alla Mediterranean Fleet della Royal Navy, inserita nella 1st Destroyer Flotilla di base a Malta; nel marzo del 1939 venne brevemente impiegata al largo delle coste spagnole durante la guerra civile, al fine di contrastare il contrabbando di armi.
Allo scoppio della seconda guerra mondiale nel settembre del 1939, la nave venne brevemente inviata nel Mar Rosso a sorvegliare i movimenti delle unità italiane di stanza a Massaua, prima di essere rinviata in patria a metà ottobre, dove venne impiegata come scorta ai convogli navali diretti in Gran Bretagna. Il 16 ottobre, mentre si trovava nel Firth of Forth, venne attaccata da un bombardiere tedesco Junkers Ju 88: l'aereo venne abbattuto, ma riuscì a sganciare due bombe che, seppur scoppiando sulla superficie dell'acqua, inondarono il ponte della nave di schegge; l'unità riportò diversi danni ed ebbe 15 uomini uccisi e 30 feriti tra cui il comandante, Richard Frank Jolly, spirato nell'ospedale di South Queensferry a causa delle ferite riportate. A causa dei danni riportati la Mohawk rimase in cantiere per le riparazioni fino alla metà di dicembre.
Dopo ulteriori missioni di scorta ai convogli nell'Atlantico settentrionale, nell'aprile del 1940 prese parte alla campagna di Norvegia, facendo da scorta alle unità maggiori britanniche, partecipando alle missioni di ricerca delle navi tedesche, e supportando le operazioni di sbarco dei reparti britannici a Namsos; in questo periodo subì diversi attacchi aerei ma non riportò danni. L'11 maggio venne inviata d'urgenza insieme al cacciatorpediniere HMS Vansittart ad Hoek van Holland, per evacuare il personale diplomatico britannico (e diversi rifugiati civili) in fuga dopo l'invasione tedesca dei Paesi Bassi. A metà maggio venne riassegnata alla 14th Destroyer Flotilla di stanza nel Mediterraneo, giungendo infine ad Alessandria d'Egitto il 29 maggio.
A partire dal 10 giugno 1940, la Mohawk venne impiegata nelle operazioni della Mediterranean Fleet contro la Regia Marina italiana; il 9 luglio la nave prese parte alla battaglia di Punta Stilo, il primo scontro tra le unità maggiori delle rispettive flotte. Successivamente la nave prese parte alla scorta dei convogli britannici diretti a Malta ed alla caccia dei sommergibili nemici, come pure alle missioni di accompagnamento delle unità maggiori della Mediterranean Fleet; dopo l'invasione italiana della Grecia, la nave prese parte alle operazioni britanniche nel mar Ionio volte a contrastare i movimenti navali italiani da e per l'Albania: nella notte tra l'11 ed il 12 novembre, mentre le unità britanniche attaccavano Taranto, la Mohawk, insieme agli incrociatori leggeri HMS Orion, HMS Ajax e HMAS Sydney ed al cacciatorpediniere HMS Nubian, penetrò nel canale d'Otranto, attaccando un convoglio navale italiano ed affondando quattro mercantili.
Continuò poi con le missioni di scorta ai convogli navali, partecipando anche ad alcune operazioni di bombardamento costiero lungo il litorale libico; tra il 27 ed il 29 marzo 1941 la Mohawk prese parte agli eventi della battaglia di capo Matapan, facendo da scorta alle corazzate della Force A dell'ammiraglio Andrew Cunningham.
Il 10 aprile seguente, la nave venne distaccata con il resto della 14th Destroyer Flotilla del capitano di corvetta Philip Mack a Malta, per compiere missioni di attacco al traffico mercantile dell'Asse tra l'Italia e la Libia. Il 15 aprile, la nave salpò da La Valletta insieme ai cacciatorpediniere HMS Jervis (nave ammiraglia di Mack), HMS Janus e HMS Nubian dopo che la ricognizione aerea aveva avvistato un convoglio italiano diretto in Libia; intorno alle 2:20 del 16 aprile, le unità britanniche avvistarono grazie ai radar il convoglio, composto da cinque piroscafi carichi di munizioni, carburante e veicoli militari, scortati da tre cacciatorpediniere italiani (Luca Tarigo, Lampo e Baleno), al largo delle isole Kerkennah. Le unità britanniche attaccarono di sorpresa il convoglio, riuscendo a mettere rapidamente fuori uso i cacciatorpediniere Lampo e Baleno, e passando poi ad affondare uno per uno i mercantili; il Tarigo, che navigava in testa al convoglio, invertì la rotta e cercò di contrattaccare, ma venne rapidamente ridotto ad un relitto fumante dai colpi delle unità britanniche. Poco prima di affondare, il sottotenente di vascello Ettore Besagno riuscì a lanciare con l'unico complesso lanciasiluri rimasto intatto tre ordigni verso la Mohawk, che poco prima aveva evitato un tentativo di speronamento da parte del cargo tedesco Iserlohn: due siluri colpirono il cacciatorpediniere britannico sulla fiancata di poppa, mettendo fuori uso due caldaie, aprendo vasti squarci nello scafo ed uccidendo 41 membri dell'equipaggio. La nave iniziò quasi subito ad affondare, piegandosi sul fianco; i 168 superstiti (tra cui il comandante John William Musgrave Eaton) vennero raccolti dalla Nubian, mentre la Janus affrettò l'affondamento del relitto cannoneggiandolo con i suoi pezzi da 4,7 in. Il relitto si inabissò definitivamente poco prima delle 03:00, al largo delle secche di Kerkennah.
L'ammiraglio Alberto Lais, del Servizio informazioni segrete della Marina italiana (SIS), organizzò in seguito l'operazione Pesca di beneficenza volta a recuperare dal relitto della Mohawk documenti riservati: nella primavera del 1942 due ufficiali italiani, travestiti da pescatori, si immersero sul relitto riuscendo così a recuperare il libro dei segnali e il regolamento di servizio della marina britannica, ma non i codici che erano nascosti dietro una paratia piegata dalla pressione dell'acqua.